# Fréchède
 Fréchède  es una comuna y población de Francia, en la región de Mediodía-Pirineos, departamento de Altos Pirineos, en el distrito de Tarbes y cantón de Trie-sur-Baïse.
Su población en el censo de 1999 era de 39 habitantes.
Está integrada en la Communauté de communes du Pays de Trie.

## Demografía
| 32 | 52 | 45 | 49 | 44 | 39 |
| Para los censos de 1962 a 1999 la población legal corresponde a la población sin duplicidades (Fuente: INSEE [Consultar]) |    |    |    |    |    |